# 道の駅にしいや
道の駅にしいや（みちのえき にしいや）は、徳島県三好市西祖谷山村尾井ノ内にある徳島県道45号西祖谷山山城線の道の駅である。

## 施設
- 駐車場
  - 普通車：15台
  - 大型車：1台
  - 身障者用：1台
- トイレ
- 男：5器
- 女：5器
- 身障者用：1器
- 公衆電話
- 売店
- 食堂

## 休館日
- 年中無休（3月 - 11月）AM9:00〜PM17:00
- 不定休（12月 - 2月）AM10:00〜PM16:00

※12月 - 2月 積雪等により休業の場合有。要問い合わせ。(AM10:00〜PM16:00)

## アクセス
- 徳島県道45号西祖谷山山城線 - 登録路線
  - 徳島県道32号山城東祖谷山線

## 周辺
- 三好市立西祖谷中学校
- 三好市役所西祖谷山支所
- かずら橋